# تأهب (تعلم)

في علم النفس، التأهب هو مفهوم وُضع لتفسير سبب وجود استعداد أكبر لـ تعلم بعض الارتباطات أكثر من غيرها. فعلى سبيل المثال، يكون الرهاب المرتبط ببعض الأشياء الحية مثل الثعابين والعناكب والأماكن المرتفعة أكثر شيوعًا ويسهل توليدها داخل المختبر أكثر من أنواع الخوف الأخرى. ووفقًا لـ "سيلمان"، فإن هذا نتيجة لتاريخنا التطوري. حيث تنص النظرية على أن الكائنات الحية التي تعلمت أن تخاف تهديدات البيئة سريعًا تتمتع بميزة البقاء والتناسل. ومن ثم فإن النزوع الفطري للخوف من تلك التهديدات أصبح سمة للتكيف الإنساني (أومان ومينيكا، 2001).
لقد استخدم مفهوم التأهب أيضًا لتفسير سبب تعلم اشمئزاز الطعم سريعًا وبفعالية مقارنةً بأنواع التكيف الأخرى.

## وصلات خارجية
- Article from Current Directions in Psychological Science